# Estación de Parede
La Estación Ferroviaria de Parede es una estación de la línea de Cascaes de la red de convoyes suburbanos de Lisboa.